# RMS Cedric

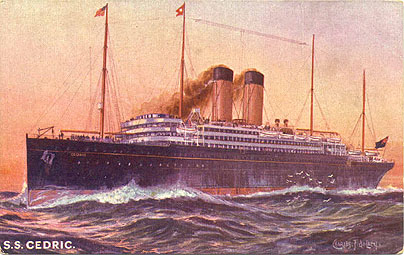
Il Cedric in una cartolina pubblicitaria dei primi del '900

RMS Cedric era un transatlantico appartenuto alla White Star Line. Era il secondo di un quartetto di navi di oltre 20.000 tonnellate, chiamato Big Four, ed era la nave più grande del mondo al momento del suo varo. Dopo il suo viaggio inaugurale nel 1903, rimase in servizio fino al 1932.

## Storia

### Costruzione e varo
Il Cedric fu costruito nel cantiere navale di Harland e Wolff a Belfast. Era la seconda di quattro navi appartenute alla classe Big Four, le altre tre erano Celtic, Baltic e Adriatic. Il Celtic fu la prima nave a superare il Great Eastern in termini di stazza complessiva. Aveva 21.035 tonnellate di stazza lorda, con una lunghezza di 213,4 m e una larghezza di 22,951 m. Aveva quattro alberi, due eliche e poteva viaggiare ad una velocità di crociera di 16 kn (18 mph; 30 km/h). Poteva trasportare 365 passeggeri di prima classe, 160 di seconda, 2352 di terza e un equipaggio di circa 350 persone. Fu varata a Belfast il 21 agosto 1902, in una cerimonia privata alla presenza di alcuni ospiti, tra cui William Pirrie, il presidente di Harland e Wolff e Bruce Ismay, presidente della White Star Line. Il Cedric fece il suo viaggio inaugurale da Liverpool a New York l'11 febbraio 1903. Questa fu l'unica rotta che percorse, sebbene fosse a volte usato anche per crociere invernali nel Mediterraneo.

### Servizio da transatlantico e servizio bellico

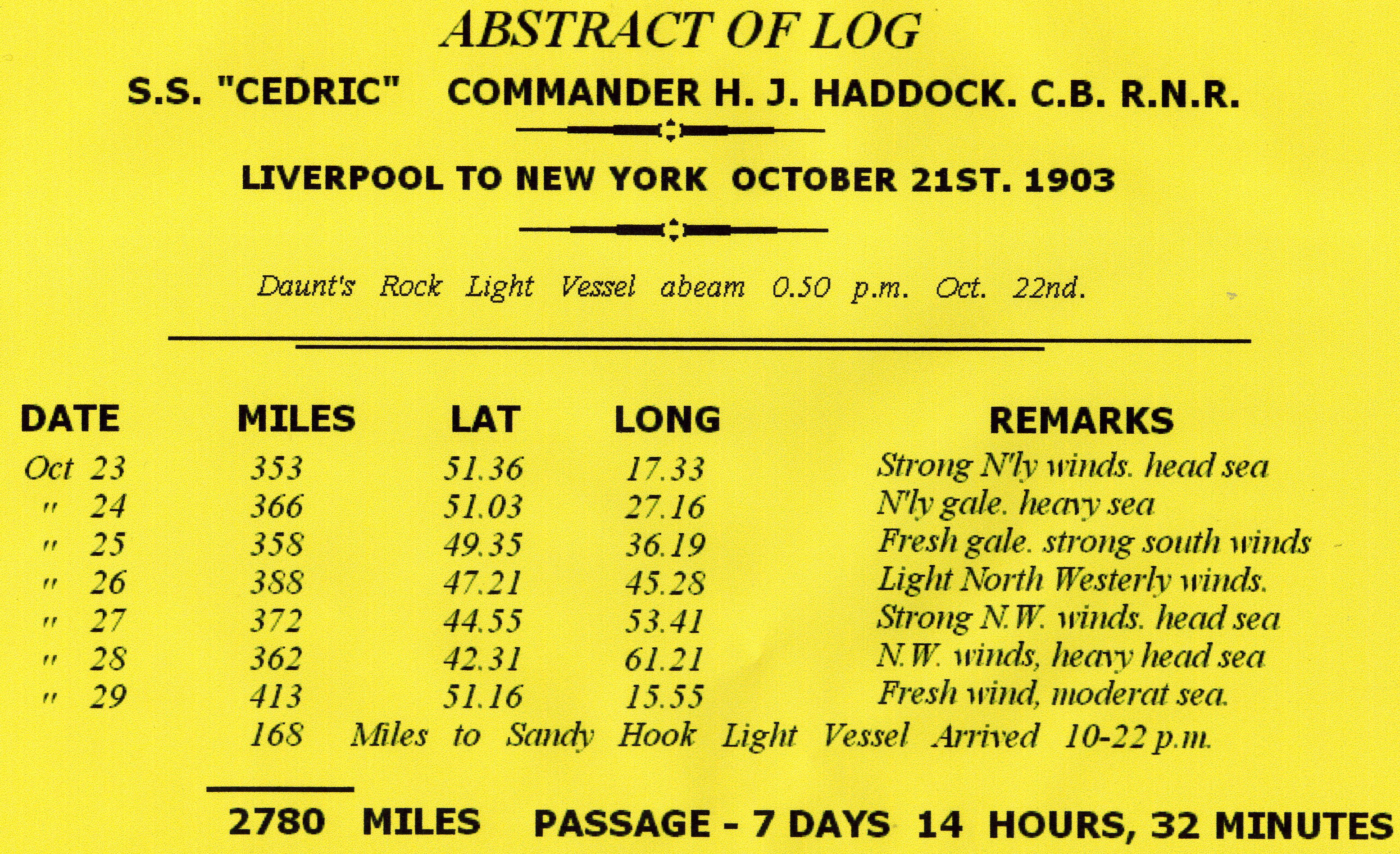
Una copia trascritta del giornale di bordo della nave datata 21 ottobre 1903

Per i successivi 11 anni la nave ha attraversato l'Atlantico senza incidenti rilevanti. Quando il Titanic affondò nell'aprile 1912, Cedric si trovava a New York City. Il suo ultimo viaggio prima della guerra sulla linea Liverpool-New York avvenne il 21 ottobre 1914. Dopo questo fu requisito per il servizio di guerra e fu quindi convertito in incrociatore mercantile armato. Il Cedric fu dismesso nel 1916, e successivamente fu convertito in nave trasporto truppe per le operazioni in Egitto e negli Stati Uniti. Il 1 ° luglio 1917 il Cedric si scontrò con la goletta francese Yvonne-Odette e la fece affondare. Nel naufragio morirono 24 membri dell'equipaggio francese. Il 29 gennaio 1918, il Cedric si scontrò con la nave canadese Montreal al largo della baia di Morecambe e, dopo un giorno di vani tentativi per salvare l'imbarcazione, quest'ultima affondò. Il Cedric fu restituito al suo proprietario nel settembre 1919 e fu ristrutturato ad Harland & Wolff. Fu riadattato per accogliere 347 passeggeri di prima classe, 250 di seconda e 1000 di terza. Riprese i viaggi tra Liverpool e New York. Il 30 settembre 1923, il Cedric si scontrò con l'RMS Scythia della Cunard Line nel porto di Queenstown (l'odierna Cobh) a causa di una fitta nebbia. Nessuna delle due navi fu gravemente danneggiata. Il 23 ottobre 1926, vennero nuovamente modificate le cabine. Il suo ultimo viaggio da Liverpool a New York ebbe inizio il 5 settembre 1931. Fu venduto lo stesso anno per £ 22.150 a Thos W Ward. Venne demolita a Inverkeithing nel 1932.

### Passeggeri importanti
Il leader della religione Bahá'í, `Abdu'l-Bahá, partì sul RMS Cedric da Alessandria d'Egitto il 25 marzo 1912 e arrivò a New York l'11 aprile, dopo un breve scalo a Napoli il 28 marzo. Il 5 dicembre 1912 viaggiò di nuovo sul Cedric da New York a Liverpool. Shoghi Effendi, all'età di 15 anni, accompagnò Bahá dall'Egitto, scendendo in Italia.
Il sopravvissuto del Titanic Robert Williams Daniel, un banchiere che si recava spesso in Inghilterra per lavoro, tornò a New York da Liverpool sul Cedric, arrivando il 4 dicembre 1912. In quel momento venne a conoscenza della morte, avvenuta lo stesso giorno, del suo amico e compagno sopravvissuto del Titanic Archibald Gracie IV, che avrebbe dovuto visitare a New York.